# Better Be Good to Me
Better Be Good to Me è un singolo della cantante statunitense naturalizzata svizzera Tina Turner pubblicato nel 1985.

## Descrizione
Estratto come singolo dall'album Private Dancer, la canzone era stata registrata originariamente nel 1981 dagli Spider, un gruppo di New York, di cui faceva parte il compositore Holly Knight. La versione di Tina Turner ebbe un notevole successo nelle classifiche statunitensi, soprattutto nella US R&B/Hip-Hop, dove il singolo raggiunse la vetta. Il brano vinse il Grammy Award come "Miglior performance rock femminile".

## Il video
Il video prodotto per Better Be Good to Me vede la Turner esibirsi su un palco al Beverly Theater. Verso la fine del video un uomo (Cy Curnin del gruppo The Fixx) si unisce alla cantante, dopo di che sparisce in una nuvola di fumo.

## Tracce
1. Better Be Good to Me – 3:39
2. When I Was Young – 3:10

## Classifiche
| Classifica                                     | Posizione massima |
| ---------------------------------------------- | ----------------- |
| Classifica generale di Billboard (Stati Uniti) | 5                 |
| Canada                                         | 6                 |
| Rhythm and blues (Stati Uniti)                 | 6                 |
| Mainstream (Stati Uniti)                       | 32                |
| Dance (Stati Uniti)                            | 16                |
| Regno Unito                                    | 45                |
| Germania                                       | 52                |
| Australia                                      | 28                |
| Paesi Bassi                                    | 36                |
| Irlanda                                        | 21                |